# Cisomang Barat
Cisomang Barat is een bestuurslaag in het regentschap Bandung Barat van de provincie West-Java, Indonesië. Cisomang Barat telt 8995 inwoners (volkstelling 2010).